# La Roche-Vineuse
La Roche-Vineuse település Franciaországban, Saône-et-Loire megyében. Lakosainak száma 1571 fő (2022. január 1.). La Roche-Vineuse Verzé, Berzé-la-Ville, Bussières, Chevagny-les-Chevrières, Hurigny, Laizé, Milly-Lamartine és Prissé községekkel határos.

## Népesség
A település népességének változása:
| Lakosok száma | 1499 | 1531 | 1585 | 1557 | 1557 | 1577 | 1573 | 1572 | 1571 |
|               | 2013 | 2015 | 2016 | 2017 | 2018 | 2019 | 2020 | 2021 | 2022 |